# Lagynophoria
Lagynophoria (altgriechisch Λαγυνοφόρια) waren ein antikes griechisches Fest, das von Ptolemaios IV. eingerichtet wurde. Es wurde in Alexandria zu Ehren des Gottes Dionysos gefeiert.
Das Fest ist von Eratosthenes Schrift Arsinoë bekannt, die nur durch Zitate bei Athenaios überliefert ist. Arsinoë erfährt der Schrift zufolge über das Fest, indem sie einen der Blütenträger fragt, welches Fest überhaupt begangen wird. Über den Ablauf des Festes ist daher nur bekannt, dass die Festteilnehmer auf bereitgestellten Lagern ihre selbst mitgebrachten Speisen verzehrten und jeder aus seiner eigenen Flasche, einem Lagynos, trank. Die Teilnehmer bestanden aus den „Lachern“ (γελοιαςταί) genannten Trinkgenossen der Stadt. Arsinoë war dem Fest Eratosthenes zufolge kritisch eingestellt, da es sich bei den Teilnehmern um eine zusammengelaufene Menge handele, die ein primitives Beisammensein feierten. Zudem werde eine unpassende Festmahlzeit verzehrt, wenn jeder sein eigenes Mahl mitbringe.
Ptolemaios galt den antiken Geschichtsschreibern als ausschweifender Prasser, der meist negativ beschrieben wurde; der Name des der Arsinoë vom Blütenträger mitgeteilten Festes wurde in der Altertumswissenschaft daher meist als Spottname aufgefasst. Konrad Vössing gibt zu bedenken, dass die demonstrative Einbeziehung nicht zum Hof gehöriger Personen zu einem ausgesprochen unluxuriösen, da mitgebrachten Festmahl der Hervorstellung der Stadtgemeinschaft gedient haben könnte.